# Alto Balide
Alto Balide (Ober-Balide) ist eine Aldeia in der osttimoresischen Landeshauptstadt Dili. Die Aldeia liegt im Südosten des Sucos Mascarenhas (Verwaltungsamt Vera Cruz). In Alto Balide leben 2137 Menschen (2015).

## Lage und Einrichtungen

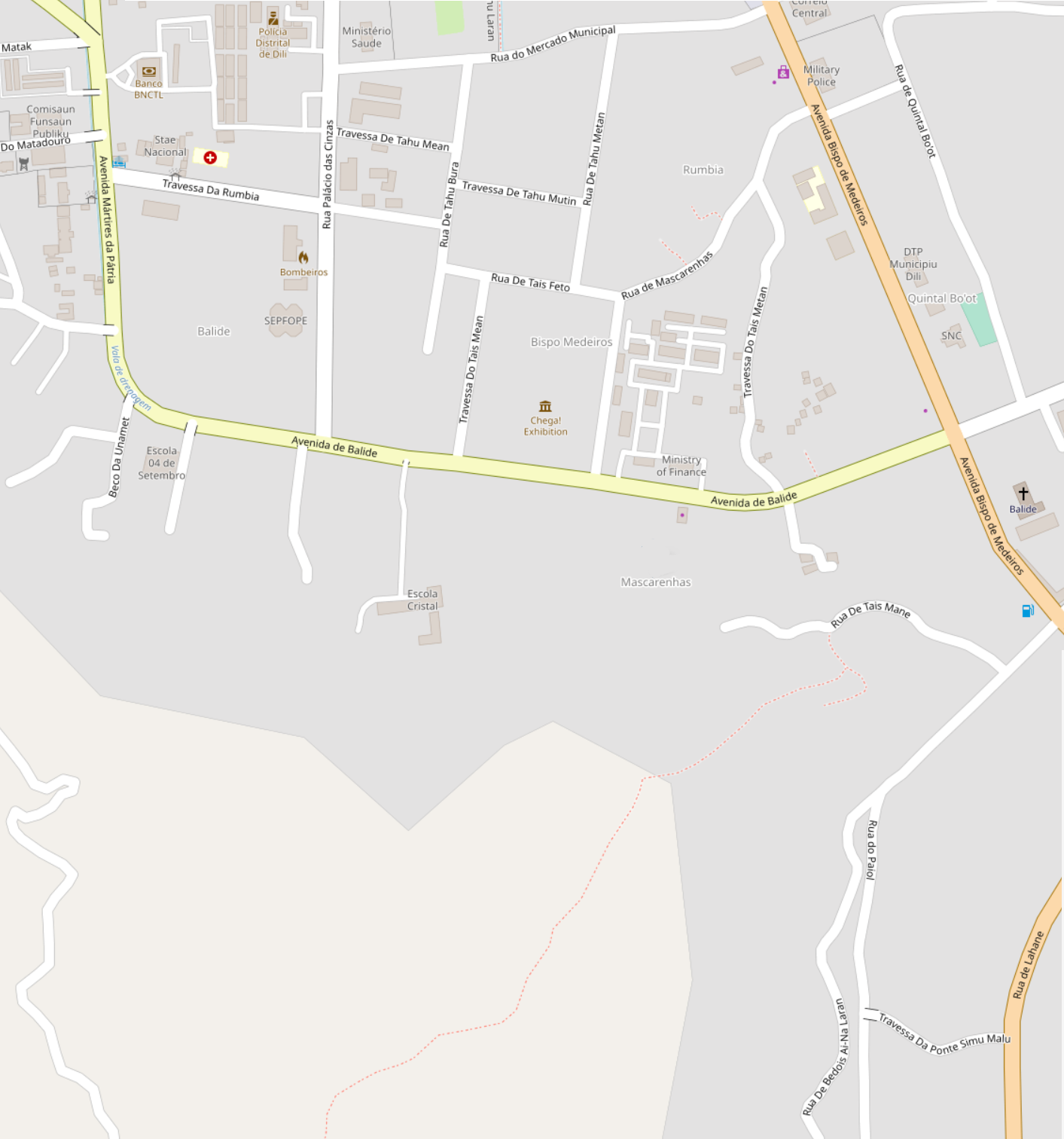
Straßenkarte von Mascarenhas

Alto Balide nimmt den Südwesten des traditionellen Stadtteils Balide ein und reicht nach Süden in die dünner besiedelten Hügel, die dort bereits über eine Meereshöhe von 500 m steigen. Östlich liegt die Aldeia Alto P.M., jenseits der Avenida de Balide im Nordosten die Aldeia Baixo Balide (Unter-Balide) und nördlich der Suco Caicoli. Im Westen befindet sich der Suco Vila Verde und im Süden der Suco Lahane Ocidental.
In Alto Balide befinden sich die Sekundarschule 4 de Setembro, die Hochschule Instituto Superior Cristal (ISC), zusammen mit der zugehörigen Grund-, Prä-Sekundar- und Sekundarschule Cristal (Kristal) und das Convento das Madres Canussianas.